# Eva Almassy
 (mai 2023).
Si vous disposez d'ouvrages ou d'articles de référence ou si vous connaissez des sites web de qualité traitant du thème abordé ici, merci de compléter l'article en donnant les références utiles à sa vérifiabilité et en les liant à la section « Notes et références ».
Œuvres principales
- V.O.(1997)
- Comme deux cerises (2001)
- Autobiographie d'un fantôme et autres fictions (2007)
- Petit éloge des petites filles, (2009)
- Le Cadeau qui ne se donne pas (2013)

Compléments
- Participante de l'émission Des Papous dans la tête

Eva Almassy, née Almásy Éva le 27 décembre 1955 à Budapest (Hongrie), est une écrivaine et journaliste française.

## Biographie
Eva Almassy quitte la Hongrie en 1978, après avoir perdu ses parents,. Elle vit depuis en France, ayant obtenu le statut de réfugiée politique avant d'acquérir la nationalité française. Autrice de romans et d'ouvrages pour la jeunesse, Eva Almassy a choisi d'écrire directement en français.
Elle est, depuis 2006, auprès de Jacques Jouet ou de Hervé Le Tellier, l'un des « papous » de l'émission de France Culture Des Papous dans la tête.
Elle a fait des études de psychologie (Budapest université Loránd Eötvös puis université Paris VII - Diderot)[réf. nécessaire] et de philosophie (université Paris Sorbonne-Paris IV).[réf. nécessaire] Impliquée dans la création poétique contemporaine, elle est membre du Comité de rédaction de la revue internationale de poésie contemporaine Place de la Sorbonne de 2011 à 2016.

## Romans, essais
- V.O., Éditions Gallimard, 1997
- Tous les jours, Gallimard, 1999
- Comme deux cerises, Stock, 2001
- Petit éloge des petites filles, Folio 2 euros, 2009
- Limites de l'amour, nouvelles, L'Amourier éditions, 2010
- L'Accomplissement de l'Amour, L'Olivier, 2013[9]

- R’avec, Arcane 17, 2021

## Jeunesse
- Le Vieux Cheval et les Poneys de la vallée, L'École des loisirs, Mouche, 2004
- Celle qui ne pouvait faire qu'une seule chose par jour, L'École des loisirs, Neuf, 2005
- Autobiographie d'un fantôme et autres fictions, L'École des loisirs, Médium, 2007, et éd. de la Loupe, 2009
- Les Cheveux de la poupée, L'École des loisirs, Médium, 2009
- Le cadeau qui ne se donne pas, L'École des loisirs, Neuf, 2013
- Le Petit Principe, L'École des loisirs, Neuf, 2014

## Ouvrages collectifs
- Carnets de Sarajevo, Gallimard, 2002
- De la mémoire du réel à la mémoire de la langue : Réel, fiction, langage par Aleksandar Hemon, Theo Hakola, Eva Almassy, Rafael Torres… éd. Cécile Defaut, 2006
- Pour une littérature-monde, Gallimard, 2007
- Le Dictionnaire des Papous dans la tête, dir. Françoise Treussard, Gallimard, 2007
- Jacques Doillon : le petit criminel, L'École des loisirs, Médium/Cinéma, 2008

## Radio
Une dizaine de pièces de radio : 

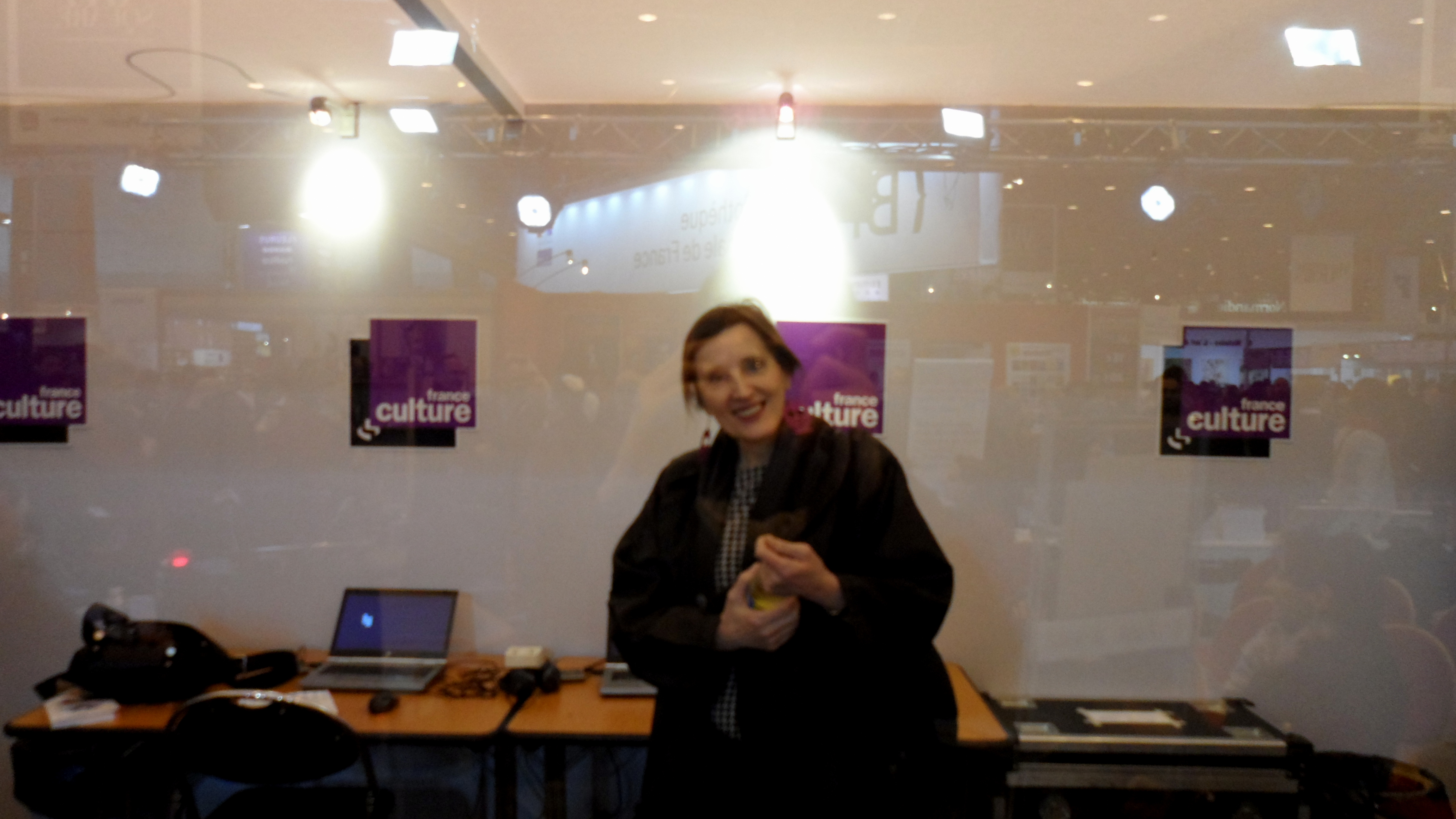
Eva Almassy avec les Papous dans la tête.

- Perspectives contemporaines, Histoires d'écoute, etc.

France Culture, depuis 1999
- Prix SACD « Nouveau talent radio » 2002[1]
- Prix Radiophonies 2007 pour La Dernière Nuit d'Erzsébet Bathory[10]
- La Suite dans les idées, France Culture, critique littéraire 2000-2002[11]
- Des Papous dans la tête, France Culture, depuis mai 2006

## Exposition
- William Singespeare ou le singe dactylographe, installation avec bureau, chaise, machine à écrire, affiche 4 × 3 m et singe vivant, Biennale d'art contemporain, Lyon, 2001[12].
- Commissaire de l'exposition Lisa Bresner, les chemins d’une œuvre organisée par la ville de Nantes à l'occasion de l'inauguration de la Médiathèque Lisa Bresner, du 30 octobre 2013 au 2 mars 2014[13].